# بیتل‌جوس
بیتل‌جوس (به انگلیسی: Beetlejuice) فیلمی کمدی، ترسناک و ماورائی به کارگردانی تیم برتون است که در سال ۱۹۸۸ میلادی ساخته شد. داستان فیلم دربارهٔ زوج جوانی است که بعد از مرگ مجبور می‌شوند در همین دنیا بمانند. آن‌ها به همراه بیتل‌جوس، یک روح خبیث و حیله‌گر، سعی در فراری دادن خانواده‌ای که مالک خانه‌شان شده‌اند، دارند و دختر نوجوان آن خانواده روح آنها را می‌بیند. 
بازیگران این فیلم الک بالدوین، جینا دیویس، وینونا رایدر و مایکل کیتون در نقش «بیتل جوس» هستند. فیلم با بودجهٔ ۱۳ میلیون دلاری، ۸۰ میلیون دلار فروش داشت و دهمین فیلم پرفروش سال ۱۹۸۸ شد. این فیلم برندهٔ جایزهٔ اسکار بهترین گریم شد. بعد از موفقیت این فیلم، انیمیشنی به همین نام از روی آن ساخته شد که تیم برتون مدیر اجرایی تولید آن بود. 
فیلم با تحسین منتقدان و تمجید عملکرد بازیگران و موفقیت در گیشه همراه بود و بیش از ۷۳ میلیون دلار فروش رفت درحالیکه بودجه ساخت آن ۱۳ میلیون دلار بود. بیتل جوس جایزه اسکار بهترین گریم و آرایش مو، جایزه ساترن بهترین فیلم ترسناک، جایزه ساترن بهترین گریم و بهترین بازیگر نقش مکمل زن را دریافت کرد.
بیتل‌جوس در رده ۸۸ از ۱۰۰ فیلم برتر کمدی لیست انستیتوی فیلم آمریکایی قرار دارد. همچنین یک دنباله به طور رسمی در ۱۰ می ۲۰۲۳ با تاریخ اکران در سینما برای ۶ سپتامبر ۲۰۲۴ اعلام شد.

## داستان
آدام میتلند و همسرش، باربارا، که برای خرید از خانه خارج شده‌اند، در یک تصادف کوچک می‌میرند. اما روح‌شان پس از مدتی به زمین برمی‌گردد. آن‌دو به همراه بیتل‌جوس، تلاش می‌کنند تا چارلز دیتس، همسرش دلیا و دخترش لیدیا را که به خانه آن‌ها نقل‌مکان کرده‌اند، بترسانند و فراری دهند.

## بازیگران
- مایکل کیتون در نقش بیتل‌جوس
- الک بالدوین در نقش آدام میتلند
- جینا دیویس در نقش باربارا میتلند
- جفری جونز در نقش چارلز دیتس
- کاترین اوهارا در نقش دلیا دیتس
- وینونا رایدر در نقش لیدیا دیتش
- سیلویا سیدنی در نقش جونو
- روبرت گولت در نقش ماکسی دین
- دیک کَـویت در نقش برنارد

## جوایز
- برنده جایزه اسکار بهترین گریم و آرایش مو
- کاندیدای جایزه بفتای بهترین گریم و آرایش مو
- کاندیدای جایزه بفتای بهترین جلوه‌های ویژه
- برنده جایزه ساترن بهترین فیلم ترسناک
- برنده جایزه ساترن بهترین گریم و آرایش مو
- برنده جایزه ساترن بهترین بازیگر نقش مکمل زن برای سیلویا سیدنی
- کاندیدای جایزه ساترن بهترین کارگردانی برای تیم برتون
- کاندیدای جایزه ساترن بهترین نویسندگی برای مک‌داول و اسکارین
- کاندیدای جایزه ساترن بهترین بازیگر نقش مکمل مرد برای مایکل کیتون
- کاندیدای جایزه ساترن بهترین موسیقی فیلم برای دنی الفمن
- کاندیدای جایزه ساترن بهترین گریم و آرایش مو
- کاندیدای جایزه ساترن بهترین جلوه‌های ویژه